# ВК Славия
Волейболен клуб „Славия“ е български волейболен отбор, създаден на 24 октомври 1923 г.
Мъжкият и женският отбор играят домакинските си мачове в зала Панайот Пондалов, намираща се на стадион „Славия“.

## Мъже
През сезон 2009/2010 мъжкият отбор на „Славия“ отново играе в Суперлигата на България след като през миналия сезон спечелва промоция във Висшата лига.
За най-добър играч на отбора за всички времена се счита Панайот Пондалов, на когото е кръстена и волейболната зала на Славия. Той блести през 50-те години на 20 век и е носител на медали от световни и европейски първенства, както и от първенството на България. Други силни играчи от 50-те години са Иван Милев, Димитър Захариев и Никола Чалъшканов. През 70-те години се открояват Брунко Илиев, Цано Цанов и Емил Тренев, а през 80-те – Цано Цанов, Димитър Димитров, Емил Вълчев и Стефан Димитров. През 90-те години важни фигури в Славия и в националния отбор са Пламен Константинов, Ивайло Гаврилов, Радослав Арсов, Христо Модев, Веско Димчев, Евгени Иванов и Владислав Тодоров. В Славия започват кариерата си и настоящите звезди Матей Казийски, Валентин Братоев, Георги Братоев, Светослав Гоцев.

### Успехи
- Вицешампион на Европа (1): 1976
- Шампион на България (8): 1952, 1953, 1956, 1974, 1975, 1979, 1996, 1998
- Вицешампион на България (9): 1951, 1957, 1970, 1973, 1976, 1977, 1986, 1995, 1999
- Бронзов медалист на България (12): 1954, 1955, 1971, 1972, 1978, 1983, 1985, 1987, 1988, 1990, 1994, 2005
- Носител на Купата на България (10): 1957, 1974, 1976, 1977, 1978, 1994, 1995, 1998, 1999, 2005
- Финалист за Купата на България (7): 1955, 1970, 1972, 1982, 1989, 1990, 1997
- Трето място за Купата на България (9): 1954, 1969, 1979, 1983, 1984, 1985, 1987, 1988, 1996

## Жени
През 1962 г. Славия става първият български волейболен отбор, който играе финал в европейски клубен турнир – Купата на европейските шампиони, където бие в София отбора на Буревестник (Одеса) с 3 – 1 гейма, но губи реванша в Одеса с 0 – 3.
Състав: Йорданка Бончева (капитан), Мария Димчева, Маргарита Терзиева, Екатерина Янева, Славка Николова, Маргарита Гюзумова, Снежана Костова, Здравка Петрова и Янка Борисова. Старши треньор е Цветан Каролев.

### Успехи
- Вицешампион на Европа (1): 1962
- Шампион на България (5): 1945, 1955, 1957, 1958, 1961
- Вицешампион на България (15): 1946, 1954, 1956, 1960, 1962, 1963, 1965, 1966, 1970, 1995, 1998, 2006, 2007, 2008, 2009
- Бронзов медалист на България (9): 1947, 1959, 1964, 1971, 1975, 1978, 1980, 1990, 2005
- Носител на Купата на България (6): 1954, 1956, 1957, 1971, 1977, 2007
- Финалист за Купата на България (5): 1955, 1974, 1995, 1998, 2009
- Трето място за Купата на България (9): 1966, 1967, 1969, 1973, 1975, 1976, 1981, 1987, 1990